# Criocoris crassicornis
Criocoris crassicornis är en insektsart som först beskrevs av Carl Wilhelm Hahn 1834.  
Criocoris crassicornis ingår i släktet Criocoris och familjen ängsskinnbaggar. Arten är reproducerande i Sverige. Inga underarter finns listade i Catalogue of Life.